# (5031) Švejcar
(5031) Švejcar es un asteroide perteneciente al cinturón de asteroides descubierto por Zdenka Vavrova el 16 de marzo de 1990 desde el Observatorio Kleť.

## Designación y nombre
Designado provisionalmente como 1990 FW1. Fue nombrado Švejcar en honor a Josef Švejcar, psicólogo checo.

## Características orbitales
Švejcar está situado a una distancia media de 2,435 ua, pudiendo alejarse un máximo de 2,743 ua y acercarse un máximo de 2,127 ua. Tiene una excentricidad de 0,126.

## Características físicas
Este asteroide tiene una magnitud absoluta de 14,1. Tiene un diámetro de 8,459 km y su albedo se estima en 0,055.